# نلشوویتسه
نلشوویتسه (به چکی: Nelešovice) یک منطقهٔ مسکونی در جمهوری چک است که در ناحیه پرروف واقع شده‌است. نلشوویتسه ۳٫۱۶ کیلومتر مربع مساحت و ۱۹۲ نفر جمعیت دارد و ۲۴۸ متر بالاتر از سطح دریا واقع شده‌است.